# الان همه‌چیز تموم شد؟
«الان همه‌چیز تمام شد؟» (انگلیسی: Is It Over Now?) ترانه‌ای از خواننده-ترانه‌سرای آمریکایی تیلور سوئیفت است. این ترانه، قطعهٔ پیش‌تر منتشرنشدهٔ «از صندوقچه» است که در چهارمین آلبوم مجددا ضبط‌شدهٔ او، ۱۹۸۹ (نسخهٔ تیلور) (۲۰۲۳) قرار دارد. ریپابلیک رکوردز آن را در ۳۱ اکتبر ۲۰۲۳ به ایستگاه‌های رادیویی پرطرفدار معاصر ایالات متحده ارسال کرد.
«الان همه‌چیز تمام شد؟» به نویسندگی و تهیه‌کنندگی سوئیفت و جک آنتونوف، ترانه‌ای الکتروپاپ است که حول محور درام پر سروصدا، سینث‌سایزر‌های با سبک قدیمی و آواز مختص به خود سوئیفت شکل گرفت. داستان‌پردازی اساس این ترانه است و عاشقانهٔ پیچیده اما حقیری را شرح می‌دهد که مملو از شک و تردید و سرخوردگی است. این ترانه فن‌های اشعاری مانند دوبیتی، قافیهٔ میان‌سطری و پرسش‌های بلاغی را در خود دارد.
بلافاصله پس از انتشار آلبوم، «الان همه‌چیز تمام شد؟» مورد تحسین منتقدان موسیقی قرار گرفت. بسیاری از منتقدان آن را قطعه‌ای چشمگیر در میان قطعات آلبوم دانستند و بر آهنگسازی جذاب، رویکرد اشعاری بی‌پرده و هم‌آوایی آواز آن تأکید کردند؛ در حالی که برخی آن را یکی از بهترین کارهای سوئیفت می‌دانستند که نمونه‌ای از مهارت ترانه‌سازی او بود. چند تحلیل‌گر شباهت‌هایی میان این ترانه و تک‌آهنگ سال ۲۰۱۶ سوئیفت، «بیرون از جنگل‌ها» یافتند. در ایالات متحده، این ترانه جایگزین «تابستان ظالمِ» خودِ سوئیفت در صدر جدول بیلبورد هات ۱۰۰ شد و او را نخستین خوانندهٔ انفرادی ساخت که دو بار خود را در این جدول خلع می‌کند. «الان همه‌چیز تمام شد؟» یازدهمین ترانهٔ شماره یک او در بیلبورد هات ۱۰۰ شد. در مناطق دیگر، این ترانه به صدر جدول استرالیا، کانادا، نیوزیلند و بریتانیا رسید.